# Гаультерия щетинистоволосая
Гаультерия щетинистоволосая (лат. Gaultheria hispidula) — растение семейства Вересковые (Ericaceae), вид рода Гаультерия (Gaultheria), произрастающее в Северной Америке. Небольшие белые ягоды съедобны. Плодоносит с августа по сентябрь.

## Ботаническое описание

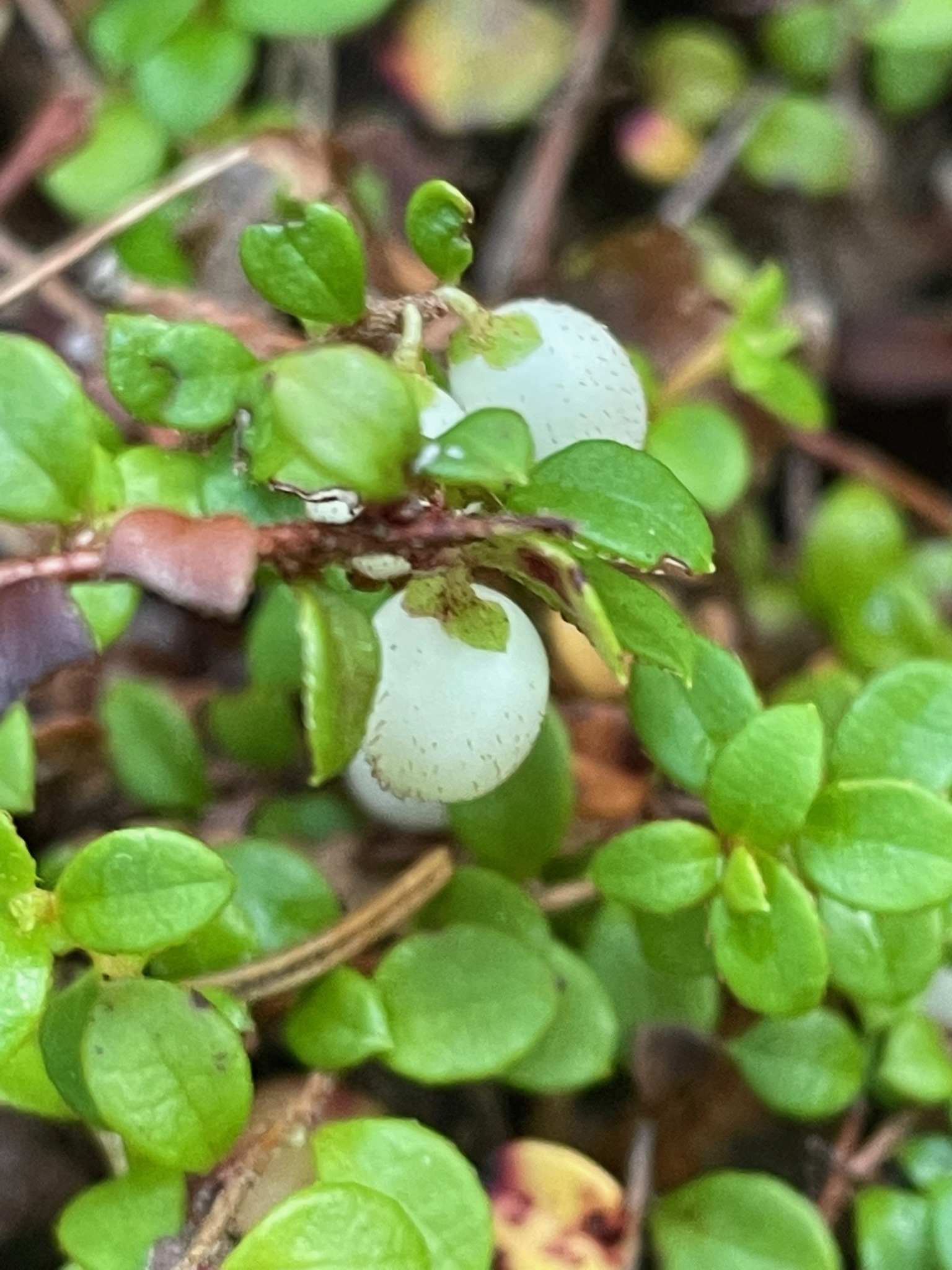
Плоды

Вечнозелёный распростертый кустарничек, образующий коврик из стеблей и листьев, который может достигать 1 м в диаметре и всего 10 см в высоту. Небольшие листья длиной менее 1 см расположены поочерёдно вдоль стеблей. Бледно-зелёно-белые цветы появляются весной, а белые ягоды — в августе и сентябре. Плоды белые с небольшими тёмно-окрашенными волосовидными выростами. Плоды съедобны и имеют кислый вкус.

## Распространение и экология
Вид произрастает на кислых и нейтральных почвах в открытом лесу и на лесных опушках, особенно на влажной почве, например, на болотах, часто возле пней. Первоначальный ареал распространялся от северной Канады до юга Северной Каролины, но вид был истреблён в южных частях своего первоначального ареала.
Вид опыляется пчёлами, шмелями, мухами-жужжалами и журчалками, а бурундуки и оленьи хомячки разносят семена.

## Природоохранный статус
Как и большинство растений в Северной Америке, вырубка лесов и конкуренция с инвазивными декоративными растениями (особенно тенелюбивыми почвопокровниками, такими как плющ обыкновенный или бересклет Форчуна (Euonymus fortunei), которые обычно продаются в садовых центрах) существенно влияют на Gaultheria hispidula. В результате вид исчез в некоторых частях своего первоначального ареала и классифицирован как редкий вид в нескольких штатах. Несмотря на это, его международный статус оценивается как безопасный. Это объясняется тем, что он всё ещё довольно распространёна в более северном ареале в Канаде. Однако вырубка лесов и вторжение экзотов являются постоянными проблемами, которые затрагивают все лесные виды как в Канаде, так и в США.
В штатах Мэриленд, Нью-Джерси, Род-Айленд, Пенсильвания и Вашингтон вид находится под угрозой исчезновения, а в Коннектикуте — под критической угрозой исчезновения.

## Использование
Индейцы Алгонкины использовали настой листьев в качестве тонизирующего средства при переедании. Антикосты использовали его в качестве успокоительного средства, а микмаки отваривали листья или всё растение с неустановленной целью. Оджибве использовали листья для приготовления напитков.
Плоды употребляют сырыми, запекают или используют для приготовления варенья.